# Magnolia (Teksas)
Magnolia je grad u američkoj saveznoj državi Teksas. Prema popisu stanovništva iz 2010. u njemu je živjelo 1.393 stanovnika.